# Manzana la Cofradía
Manzana la Cofradía är en ort i Mexiko.   Den ligger i kommunen Ocampo och delstaten Michoacán de Ocampo, i den södra delen av landet, 130 km väster om huvudstaden Mexico City. Manzana la Cofradía ligger 2 297 meter över havet och antalet invånare är 1 040.
Terrängen runt Manzana la Cofradía är lite bergig. Runt Manzana la Cofradía är det tätbefolkat, med 319 invånare per kvadratkilometer. Närmaste större samhälle är Heróica Zitácuaro, 12,6 km söder om Manzana la Cofradía. Omgivningarna runt Manzana la Cofradía är en mosaik av jordbruksmark och naturlig växtlighet.